# Radoszyn (Ukraina)
Radoszyn (ukr. Радошин) – wieś na Ukrainie w rejonie kowelskim obwodu wołyńskiego.
Pod koniec XIX w. na gruntach wsi znajdowały się uroczyska Werbeń i Zastawie.
W pobliżu znajdują się stacja kolejowa Radoszyn  oraz kopalnia piasku.